# Lynx (Automarke)

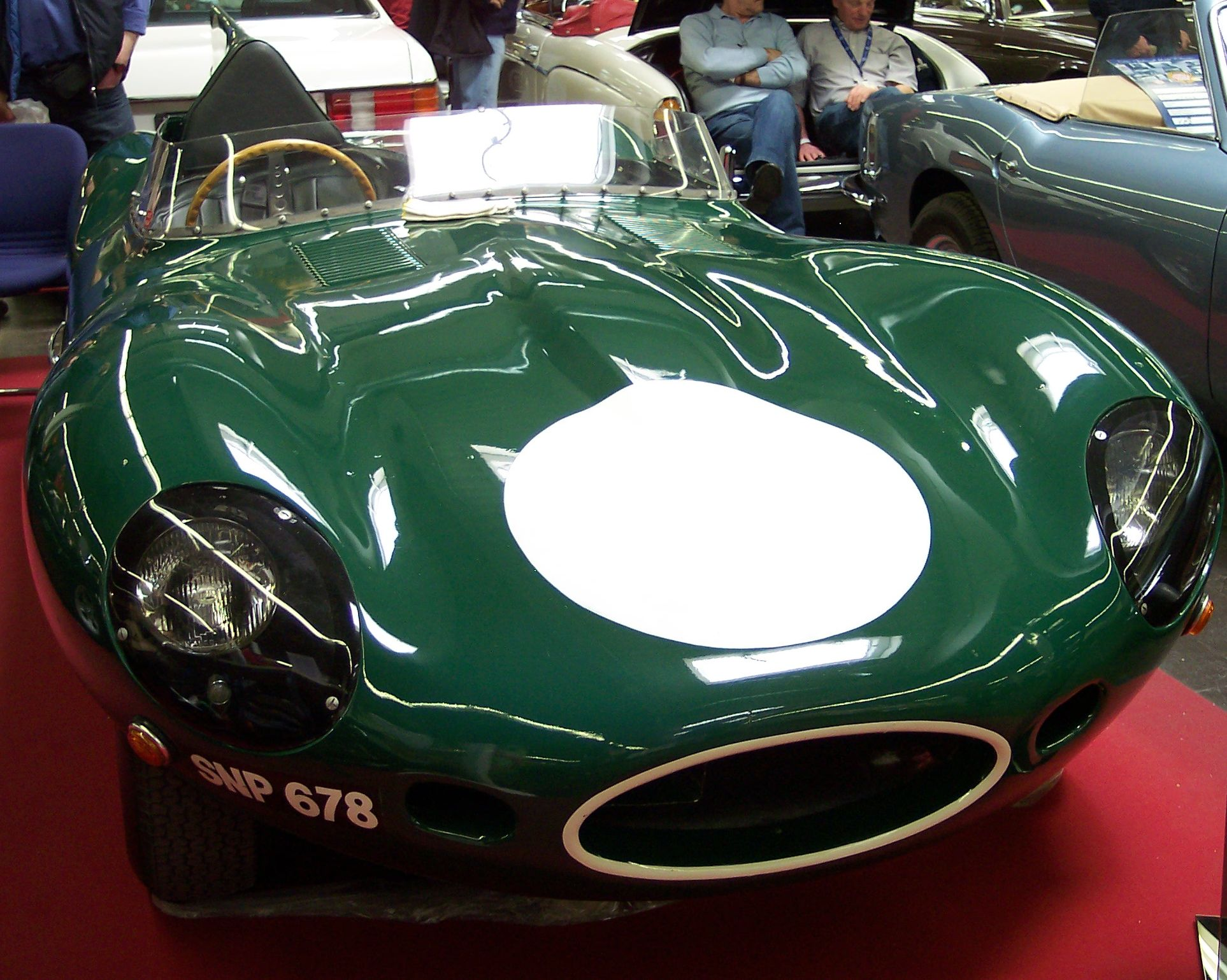
Ein Lynx D-Type, ein Nachbau des Rennsportwagens Jaguar D-Type. Zwischen 1954 und 1957 entstanden von dem Vorbild 71 Exemplare.

Lynx  ist eine britische Automarke. Hersteller ist seit 2023 Lynx Automobile Manufacturing Ltd. mit Sitz in Browns Lane, Coventry. Die Produkte weisen vielfach einen engen Bezug zu Jaguar auf.
Schon seit der Gründung 1968 steht die Restaurierung, Wartung und Rennvorbereitung von Jaguar-Rennsportwagen im Mittelpunkt. Bekannt ist das Unternehmen vor allem für seine Nachbauten verschiedener Jaguar-Rennsportwagen.
Unter dem Markennamen Lynx entstehen im Stil einer Manufaktur seit 1972 technisch modernisierte, zumeist für den öffentlichen Straßenverkehr zulassungsfähige Nachbauten des Jaguar D-Type, seit den 1990er-Jahren auch der Modelle XK-SS, C-Type und E-Type Lightweight.
Im Laufe der Zeit änderten sich mehrfach die Eigentumsverhältnisse des Unternehmens. Seit dem Sommer 2023 hat Lynx seine Zentrale in der Browns Lane in Coventry.

## Unternehmensgeschichte

### Die Anfänge unter Black und Ludgate ab 1968

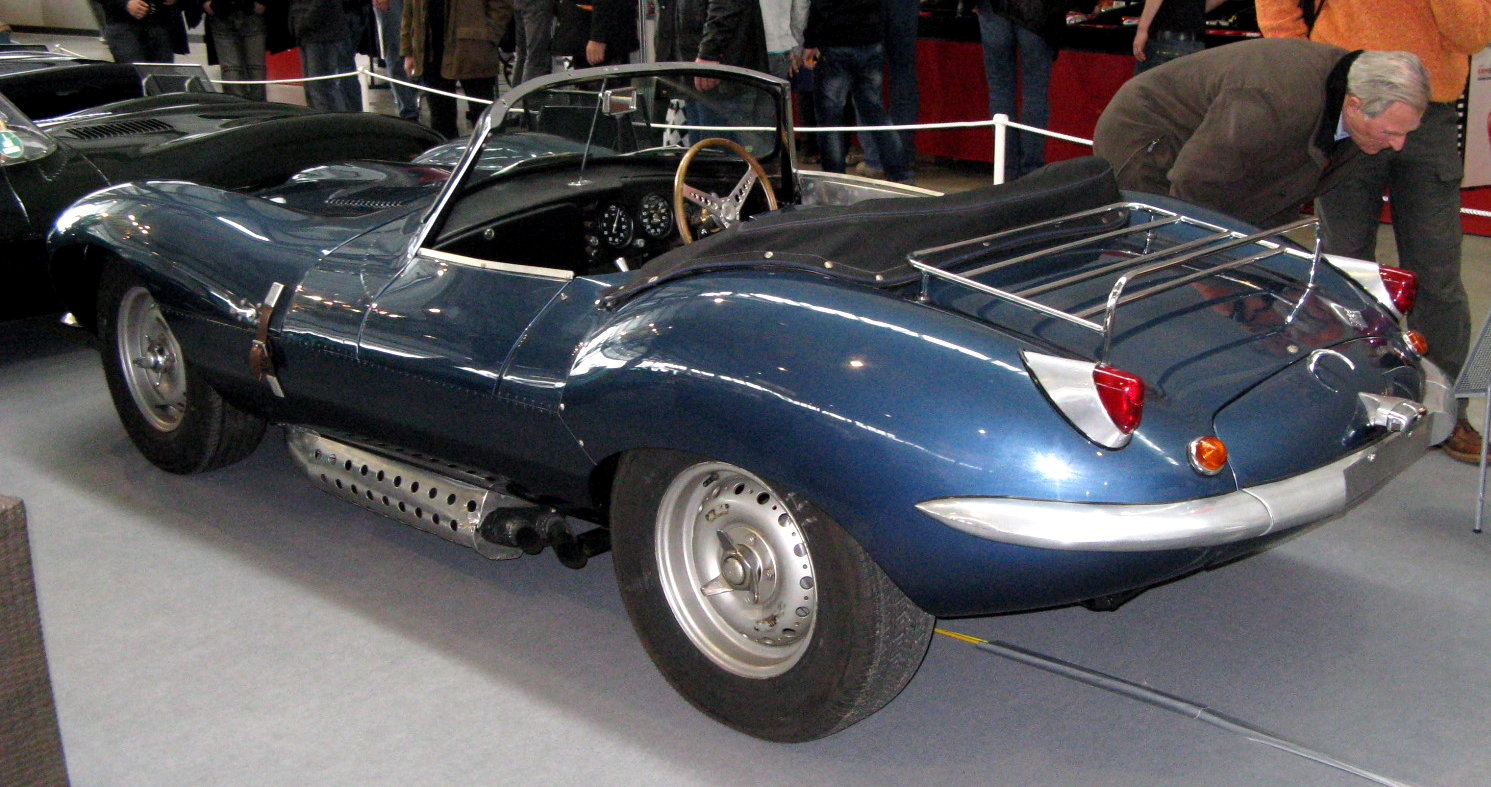
Ein Lynx XKSS, ein Nachbau des Jaguar XK-SS. Im Jahr 1957 entstanden von dem Vorbild 16 Exemplare aus übrig gebliebenen Teilen des D-Type.

Das Unternehmen wurde 1968 von Guy Black und Roger Ludgate gegründet. In den ersten Jahren spezialisierte sich Lynx auf Reparatur, Wartung und Tuning von Sport- und Rennwagen, vor allem von Jaguar C-Type- und D-Type-Modellen. Im Jahr 1972 begann das Unternehmen damit, einen ersten D-Type unter Verwendung von Rahmen- und Fahrwerkskompenten des E-Type vollständig neu aufzubauen; das gegen 1974 fertiggestellte Fahrzeug debütierte 1975 auf einer englischen Fachmesse als Lynx D-Type. Parallel war Lynx im Auftrag von Jaguar an der Weiterentwicklung des E-Type beteiligt, sowohl mit Ingenieurleistungen, als auch dem Aufbau von Vorserienfahrzeugen. Hinzu kamen Umbauten von Jaguar-Serienfahrzeugen im Auftrag privater Kunden. Ab 1980 bildeten Umbauten auf Basis des Jaguar XJ-S das wirtschaftliche Hauptstandbein des Unternehmens, zunächst als Spyder genanntes Vollcabriolet, ab 1983 als Eventer genannter Shooting Break. Ab 1982 kam verstärkt optisches Tuning hinzu, ab 1986 Cabriolet-Umbauten auch von Modellen anderer Hersteller. Ab 1990 bot das Unternehmen den Lynx XKSS als Nachbau des Straßensportwagens Jaguar XK-SS an.
Anfang der 1980er-Jahre durchlief das Unternehmen einige strukturelle Veränderungen. So firmierte es 1980 noch unter Lynx Motor Co. mit Sitz in Northiam nahe Rye in East Sussex. Im Folgejahr trat die rechtlich eigenständige Lynx Replica Sales Ltd. mit Sitz im vornehmen Londoner Stadtteil Kensington in Erscheinung. Für 1982 übernahm die Lynx Sales Ltd. mit neuen Büro- und Ausstellungsflächen – erneut in Kensington – Organisation und Verkauf, während sich die Lynx Engineering Ltd. um die Produktion kümmerte. Für 1983 wurden beide Unternehmen in St Leonards-on-Sea bei Hastings in East Sussex als Lynx Motor Co. Ltd. zusammengelegt. Seit 1988 firmierte das Unternehmen schließlich als Lynx Cars Limited und bezog neue Räume in derselben Straße.
Von 1981 bis einschließlich 1985 waren Lynx-Fahrzeuge auch in Deutschland erhältlich; ein freier Importeur in Merzalben vertrieb sie zusammen mit Fahrzeugen der britischen Marken MG und Triumph sowie zeitweilig auch TVR, Kougar und dem argentinischen Crespi.

### Die Fortführung unter Mayston-Taylor ab 1992

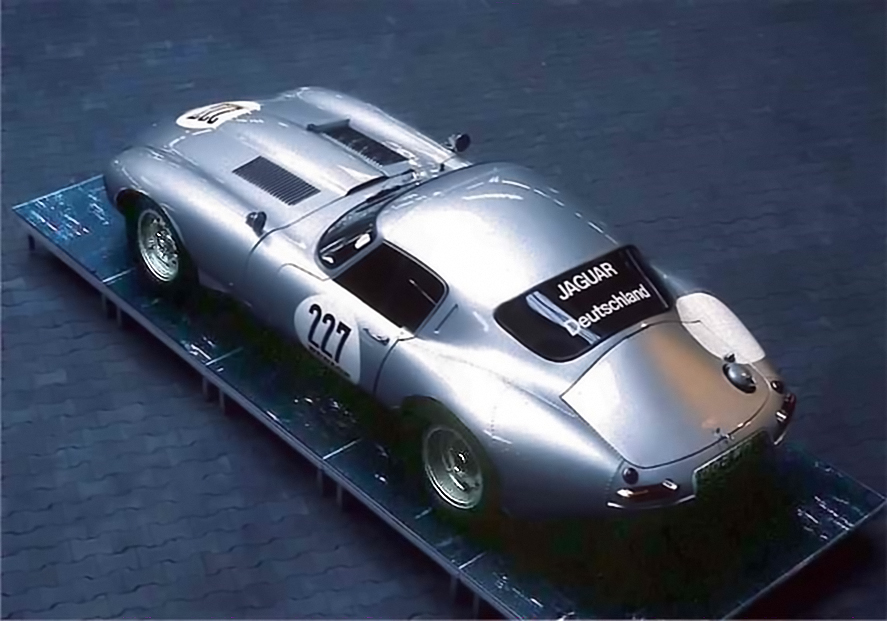
Ein neu aufgebauter Jaguar E-Type Lightweight mit Fließheck, wie ihn insbesondere Peter Lindner 1964 fuhr. Nachfertigungen dieses Modells nahm Lynx 1994 in das reguläre Angebot auf.

Im März 1992 wurde der Betrieb von John Mayston-Taylor übernommen. Der Automobilenthusiast, der selbst hochwertige klassische Automobile sammelt und restauriert, führte Lynx Cars Limited zunächst als Teil der C.H.Davis & Co. Limited weiter. Ab 1995 nutzte er für die Automobilsparte die Firmierung Lynx Motors International Limited. Die volle rechtliche Verselbständigung erfolgte unter diesem Namen jedoch erst Ende März 2000, als die Sparte aus dem Handelsunternehmen wieder ausgegliedert wurde.
Unter der Führung von Mayston-Taylor konzentrierte sich das Unternehmen wieder stärker auf die früheren Standbeine mit Jaguar-Bezug. So fertigte Lynx auf Bestellung weitere Neuwagen als Einzelstücke im klassischen Stil; neben dem Lynx D-Type und dem XKSS rückten ab 1994 hochwertige Nachfertigungen des E-Type Lightweight in das Lieferprogramm, wahlweise als Fließheck-Coupé oder als Roadster mit Hardtop. Ferner wurden im Modelljahr 1995 erstmals vollständige Nachbauten des Jaguar C-Type erwähnt. Weitere Unternehmensschwerpunkte blieben der Eventer-Umbau sowie die Restaurierung hochwertiger Automobile, vor allem älterer Jaguar. Daneben wurden Ersatzteile nachgefertigt sowie einzelne Fahrzeuge im Kundenauftrag technisch und optisch individualisiert. Im Jahr 2009 endete die Lynx-Produktion unter Mayston-Taylor.

### Die Fortführung unter Forsyth ab 2009
Ab April 2009 existierte die Lynx Motors International Limited unter Führung von Nigel John Forsyth;, der die Marken- und Namensrechte an Lynx Motors sowie die Fertigungsgerätschaften und Materialien übernommen hatte. Die detailgetreuen Nachbauten der älteren Jaguar-Modelle waren wieder als Neuwagen erhältlich und auch Restaurierungen von Originalfahrzeugen sowie die Nachfertigung von Ersatzteilen wurde zunächst fortgeführt. Parallel leitete Forsyth das Unternehmen Proteus Sports & Racing Cars Limited, das bis 2019 Nachbauten anderer Renn- und Sportwagen anbot. Als die Nachfrage nach den Lynx-Nachbauten Anfang der 2010er-Jahre erneut zurückging, beendete Lynx die Neuwagenfertigung und verkaufte um 2013 Teile des Inventars, teils an Jaguar, teils an Sammler und Automobilliebhaber.

### Die Fortführung in britisch-tschechisch-deutscher Kooperation ab 2014

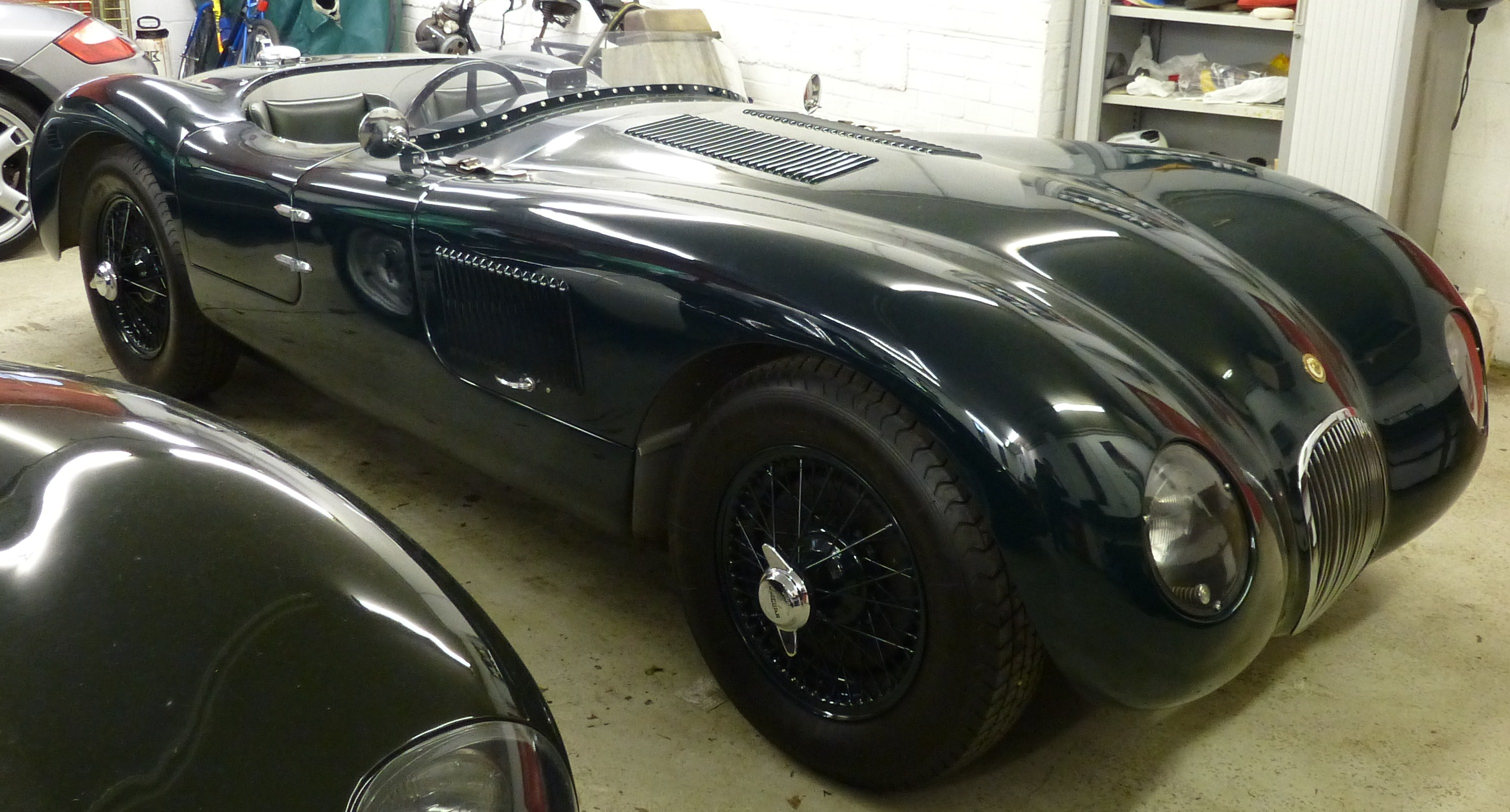
Lynx C-Type von 2015

Seit Oktober 2014 besteht die Lynx Motors (International) Limited. Forsyth brachte die Marken- und Namensrechte in das neue Unternehmen ein, das die Produktion der früheren Modelle weiterführt. Die weiteren Direktoren sind der tschechische Unternehmer Josef Lopata sowie der deutsche Ingenieur Johannes Schilcher.
Seit 2014 fertigt Lynx Motors wieder Nachbauten des Jaguar C-Type, D-Type, XKSS und E-Type Lightweight als Neuwagen an. Hinzu kommen Fahrzeugrestaurierungen, vor allem für originale Jaguar, ältere Lynx, aber auch Porsche und Maserati.

Die Karosserien der Neuwagenmodelle werden weiterhin in England in aufwendiger Handarbeit aus Leichtmetallblechen geformt und analog den Originalen vernietet. Die Zulassung für den europäischen Markt erfolgte zeitweise über den deutschen TÜV. Für den britischen Markt läuft der Vertrieb exklusiv über das Handelsunternehmen Hofmann’s of Henley, ansonsten unmittelbar über den Hersteller. Eines der ersten Neufahrzeuge nach der Umstrukturierung 2014 war ein Lynx XKSS; der Vorführwagen war Gegenstand eines Fahrberichts in der britischen Fachzeitschrift Classic & Sports Car, Ausgabe Mai 2015.

### Die Fortführung mit Ludgate ab 2019
Seit November 2019 besteht die Lynx Motors Engineering Limited. Schilcher und Berger brachten die Marken- und Namensrechte in das neue Unternehmen ein, das die Produktion der früheren Modelle weiterführt und ein neues Modell auf den Markt bringt, einen Porsche, der auf Basis des 964 mit Aluminium Karosserie auf die Straße gebracht wird. Roger Ludgate, der das Unternehmen 1968 gegründet hat, wurde wieder Anteilseigner der Firma. Die Karosserien aller Lynx Modelle werden in Coventry/England in Handarbeit gefertigt. Die Zentrale des Unternehmens befindet sich in Henley-on-Thames.

### Änderung der Firmenphilosophie und der Produktpalette aufgrund Verhandlungen mit Jaguar ab 2021
Im Frühjahr 2021 wurde in Absprache mit Jaguar Produktion der klassischen Jaguar Modelle (C Type, XKSS, D Type, LowDrag usw.) eingestellt. Es wurde von der Lynx Führung entschieden zwei komplett neue Fahrzeuge zu entwickeln, die Ende 2022 und 2023 vorgestellt werden. Unter anderem aus diesem Grunde wurden die Lynx Unternehmen in der Lynx Motors Group Limited zusammengefasst.

### Lynx at Browns Lane in Coventry
Nach Umstrukturierungsmaßnahmen aufgrund der Situation unter anderem mit Jaguar, ist die Lynx Automobile Manufacturing Limited in der Browns Lane in Coventry ansässig.

## Fahrzeuge von Lynx

### Nachbauten
Seit 1974 stellt Lynx mit Unterbrechungen originalgetreue, lizenzierte Nachbauten unterschiedlicher Renn- und Sportwagen von Jaguar her. Wegen ihrer Authentizität waren und sind die Lynx-Modelle im Kreis der Jaguar-Enthusiasten sehr begehrt. Ein echter Lynx kostet in etwa 400.000 bis 680.000 Dollar.
- Der Lynx D-Type ist ein Nachbau des Jaguar D-Type. Das Modell wurde 1974 auf der Racing Car Show in London erstmals vorgestellt. Insgesamt entstanden über 50 dieser Fahrzeuge, fünf davon entsprechen dem vom D-Typ abgeleiteten Jaguar XK-SS.
- Der Lynx C-Type ist ein Nachbau des Jaguar C-Type.
- Ferner ergänzte der auch aktuell wieder angebotene E-Type Lightweight das Lieferprogramm, ein Nachbau des gleichnamigen Rennsportwagens von Jaguar.

#### Der Antrieb
Allen Modellen gemeinsam sind die traditionellen Sechszylinder-Reihenmotoren von Jaguar, die von Lynx je nach Einsatzzweck überarbeitet werden. Zur Wahl stehen Versionen mit 3,4, mit 3,8 und 4,2 Liter Hubraum und jeweils drei Weber-Vergasern. Die Motoren des C-Type erhalten spezielle, dem historischen Original nachempfundene Zylinderköpfe und Abgaskrümmer, bei den übrigen Modellen besteht die Wahl zwischen einer herkömmlichen Druckumlauf- und einer besonders für den Motorsport geeigneten Trockensumpfschmierung. Für die Kraftübertragung stehen ein traditionelles 4-Gang- und ein modernes 5-Gang-Schaltgetriebe sowie drei unterschiedlich lange Endübersetzungen zur Verfügung.
Nach dem Stand von 2016 wird üblicherweise, wie schon zuvor, der 4,2-Liter-Motor eingesetzt, der in der Serienversion 274 PS/201 kW bei 4500 Umdrehungen pro Minute leistet und ein Drehmoment von 410 Nm bei 4000 Umdrehungen pro Minute erbringt.

#### Karosserien und Fahrwerk
Die Karosserien aller Modelle bestehen aus handbearbeitetem Aluminiumblechen. Beim C-Type ruht sie auf einem Gitterrohrrahmen. Die übrigen Modelle haben eine zentrale, selbsttragende Struktur aus Leichtmetallblechen, die mit den Längsträgern sowie dem vorderen und hinteren Hilfsrahmen eines Jaguar E-Type versehen werden. Bei den Modellen Lynx-D-Type und XKSS verlängert sich der Radstand dadurch gegenüber den historischen Vorbildern um 20 auf 2440 Millimeter. Die vorderen und hinteren Radaufhängungen stammen auch für diese beiden Modelle vom E-Type; diese Lynx-Nachbauten haben daher, abweichend vom historischen Vorbild mit hinterer Starrachse, eine hintere Einzelradaufhängung mit besserem Fahrverhalten und höherem Komfort.
Die Karosserie des D-Type ist als short-nose- und long-nose-Variante mit einer unterschiedlich langen Frontpartie erhältlich, ferner mit oder ohne die markante Heckfinne hinter dem Fahrersitz sowie mit durchgehender Windschutzscheibe oder einer kleinen Rennscheibe nur für den Fahrer.

### Umbauten zeitgenössischer Jaguar-Modelle
Ab Mitte der 1970er-Jahre stellte Lynx auch Sonderaufbauten für zeitgenössische Jaguar-Modelle her.

#### Jaguar XJ-C Cabriolet
1977 wandelte Lynx auf Kundenwunsch ein Jaguar XJ-C Coupé in ein viersitziges Cabriolet um. Das Fahrzeug sollte ursprünglich ein Einzelstück bleiben; angesichts der Kundenreaktionen konnte Lynx allerdings die Auflage einer Kleinserie realisieren. Später konzentrierte sich das Unternehmen auf den Jaguar XJS. Cabriolet-Umbauten des XJ-C wurden daraufhin bis in die 1980er-Jahre hinein von dem Konkurrenzunternehmen Ladbroke Avon durchgeführt.

#### Lynx XJS Spyder
Bereits kurz nach der Markteinführung des Jaguar XJS entwickelte Lynx eine Vollcabriolet-Version dieses Modells, die unter dem Namen Lynx XJS Spyder in größeren Stückzahlen gefertigt wurde. Die Einführung des Sicherheitscabriolets Jaguar XJ-SC, das einen fest stehenden Überrollbügel und ein festes Dachteil über den Vordersitzen hatte, beeinträchtigte die Produktion des Lynx Spyder nicht. Erst als Jaguar 1988 werksseitig eine Ausführung des XJS als Vollcabriolet auf den Markt brachte, reduzierte Lynx die Produktion des eigenen Modells. In den folgenden Jahren wurden nur noch einzelne ältere Coupés auf Kundenwunsch nachträglich in Cabriolets umgewandelt.

#### Lynx Eventer

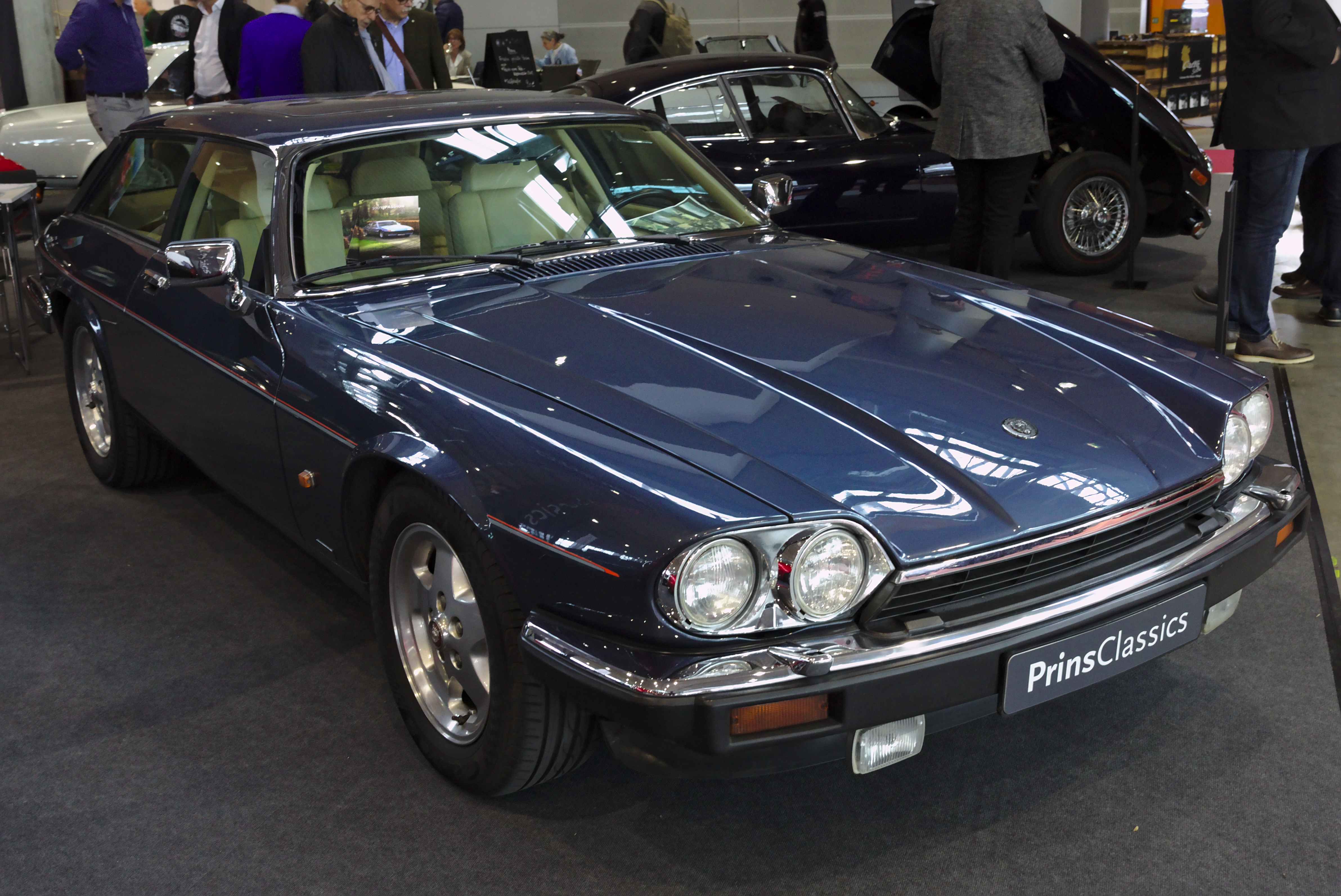
Lynx Eventer

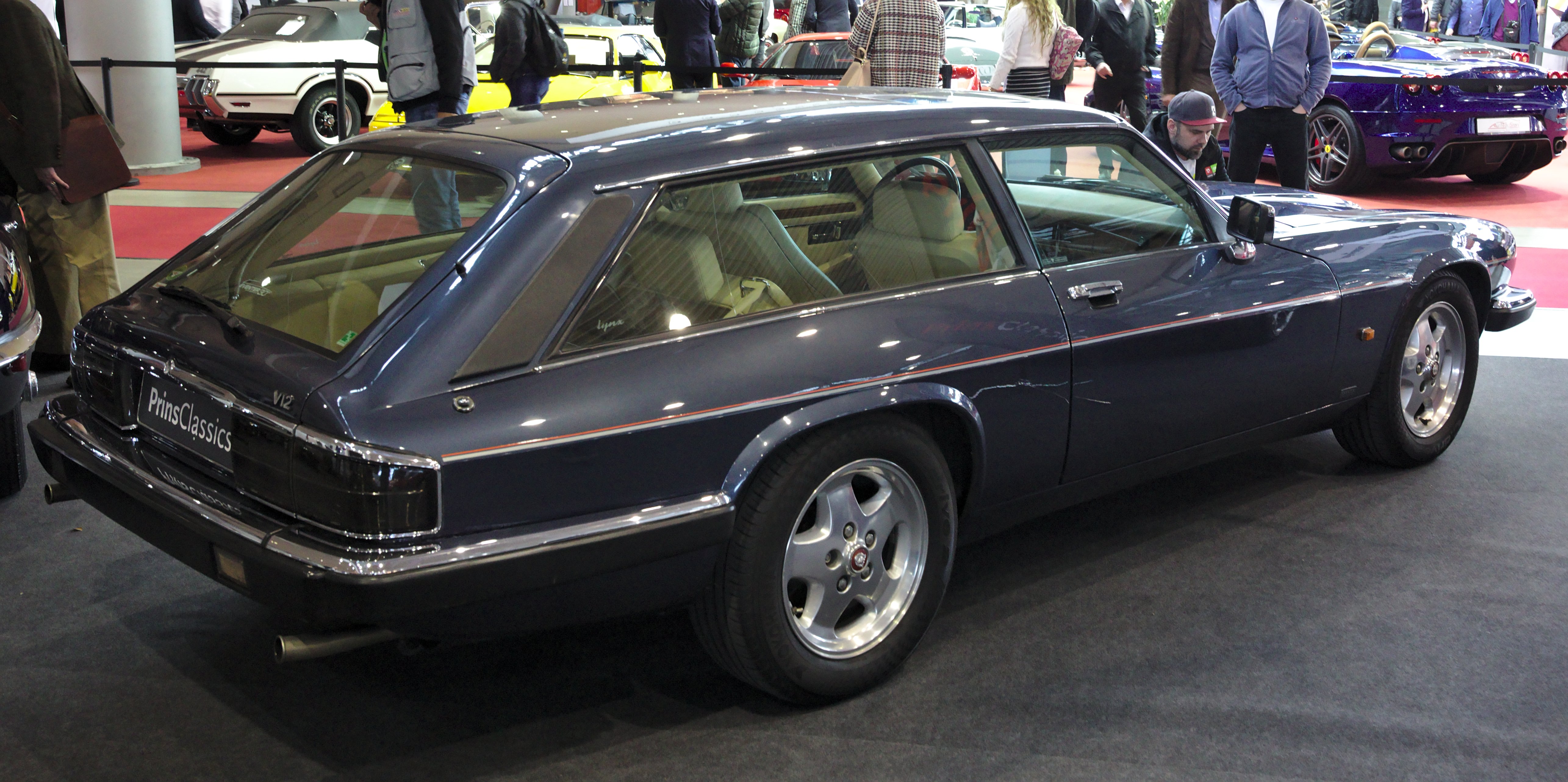
Heckansicht des Lynx Eventer mit der Heckscheibe des Citroën Ami 8.

Der Lynx Eventer war das erfolgreichste eigenständige Modell von Lynx Motors. Es war der Umbau des Jaguar XJS in ein Kombicoupé mit langem Laderaum und großer Heckklappe; das Modell stand auf dem britischen Markt in der Tradition der Shooting Brakes. Das Auto entsprach bis zur B-Säule dem serienmäßigen XJS-Coupé. Dahinter fügte Lynx eine eigenständige, hoch auslaufende Dachkonstruktion an. Die langen Seitenfenster zwischen B- und C-Säule wurden eigens für Lynx angefertigt. Die Heckscheibe stammte dagegen vom Citroën Ami 8. Lynx änderte außerdem die Lage und die Form des Tanks und installierte im Fond zwei Einzelsitze, deren Lehnen geteilt umklappbar sind. Die Rücksitze wurden im Vergleich zum Basisfahrzeug um 10 Zentimeter nach hinten versetzt, woraus eine größere hintere Beinfreiheit resultiert. Der Kofferraum ist mit aufrecht stehenden Rücksitzen 1188 mm, mit heruntergeklappten Rücksitzen 1880 mm lang. Das Ladevolumen beträgt 681 Liter bzw. 1103 Liter. Die Umbaukosten beliefen sich im Jahr 1994 auf 19.500 £, drei Jahre später wurden bereits 29.500 £ berechnet.

Bis zur Einstellung des XJS produzierte Lynx insgesamt 67 Eventer. Dabei griff das Unternehmen in erster Linie auf fabrikneue Ausgangsfahrzeuge zurück; daneben wurden aber auch ältere gebrauchte Fahrzeuge auf Kundenwunsch nachträglich umgebaut. In einzelnen Fällen erhielten dabei Coupés aus den 1980er Jahren nachträglich Stoßstangen und die breiten verdunkelten Rücklichter der letzten XJS-Serie. Auch nach 1997 wurden noch einzelne XJS-Coupés in Eventer-Modelle umgebaut. Der letzte Umbau erfolgte 2002.
Der deutsche Jaguar-Tuner Arden Automobilbau bot mit dem AJ3 kurzzeitig einen als Station Car bezeichneten leistungsgesteigerten Nachbau des Lynx Eventer an. Nach Urheberrechtsstreitigkeiten wurde das Angebot zurückgezogen, vermutlich wurden nur 2 Wagen produziert.
Ein weiterer Betrieb, der den Lynx Eventer kopierte, waren die Ateliers Réunis in Frankreich. Aus ihrer Werkstatt stammen fünf bis zehn weitere Nachbauten, alle linksgelenkt.
Die Düsseldorfer Royal Motors boten den originalen Lynx Eventer unter eigenem Label als Royal Motors – Las Vegas an. Die Fahrzeuge wurden schon als Linkslenker bei Lynx bestellt und zusätzlich besonders luxuriös ausgestattet. Zwei oder drei Wagen wurden in Deutschland verkauft.

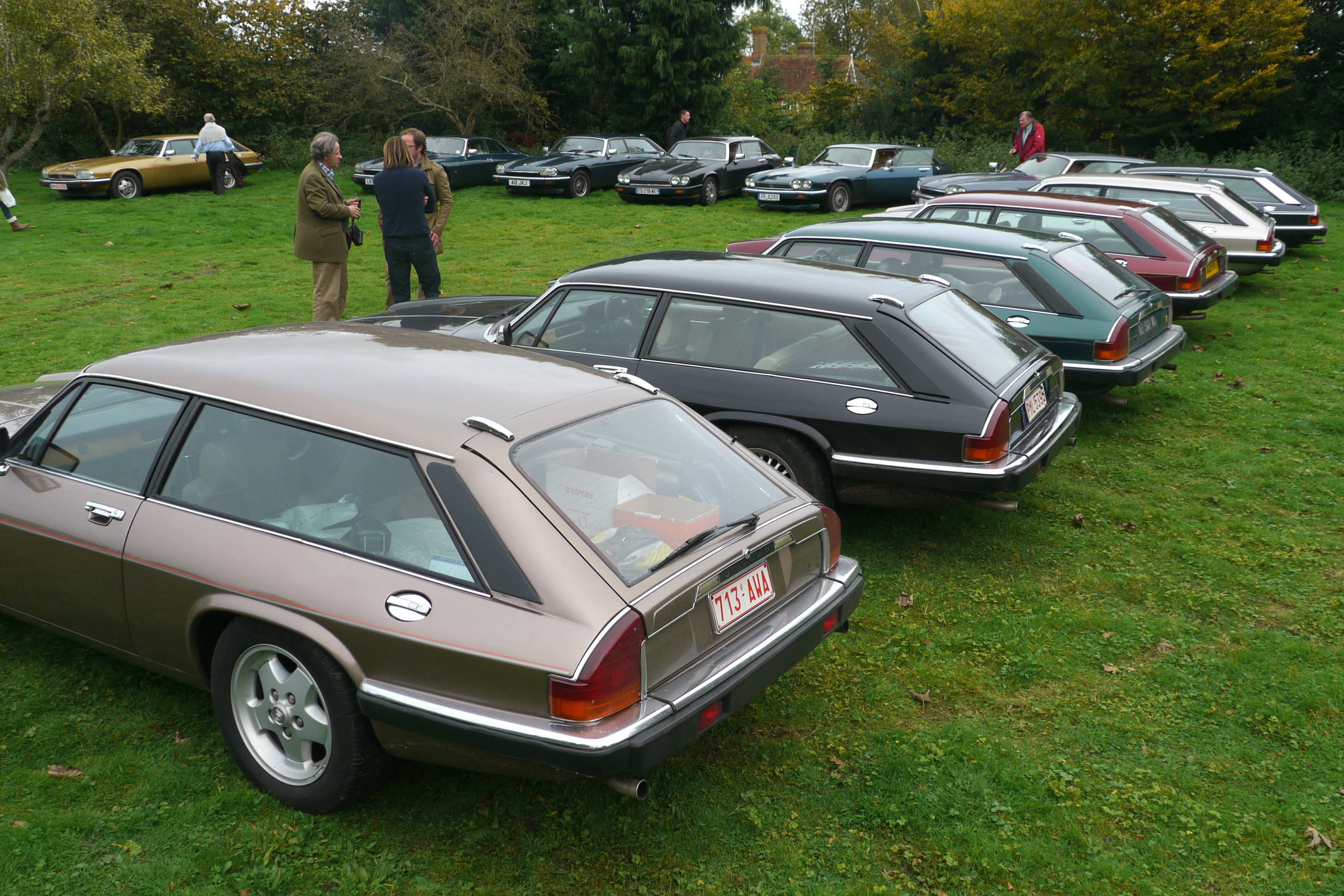
Lynx Eventer Meeting in St. Leonards on the Sea im Oktober 2012

Im Jahr 2012 fand zum 30. Geburtstag der Baureihe ein erstes Eventer-Treffen an der alten Produktionsstätte in St. Leonards on the Sea statt. 16 Fahrzeuge aus ganz Europa nahmen teil.

### Weitere von Lynx hergestellte, umgebaute und restaurierte Fahrzeuge
Unter dem Markennamen Lynx entstanden weitere Automobile: Der Lynx Turbo Aston Martin Virage erhielt einen mittels Turbolader leistungsgesteigerten Motor mit 730 PS/537 kW. Der Lynx Performer war ein Jaguar XJ-S mit Turboaufladung und 456 PS/336 kW. Der Lynx Twin Turbo Jaguar S-Type hat einen doppelt aufgeladenen Motor in einer optisch weitgehend unveränderten Karosserie von Mitte der 1960er-Jahre. Der Lynx Porsche 928 Convertible war ein Cabrioletumbau auf Basis des Porsche 928.
Im Laufe der Jahrzehnte wurden bei Lynx Motors zahlreiche Automobile umfangreich restauriert, darunter ein von Lynx restaurierter Aston Martin DB4 GT, ein Ford GT40, ein Jensen, der in Fachkreisen bekannte Rennwagentransporter der Ecurie Ecosse, ein Tojero-Jaguar, ein Jaguar S.S.100, ein Ferrari 250 GT Lusso sowie ein Ferrari 275 GTB/4. Das aktuelle Angebot umfasst darüber hinaus die Restaurierung von Fahrzeugen der Marken Porsche, Maserati und Lamborghini.